# Sant Joan de Viladellops
Sant Joan de Viladellops és una església del municipi d'Olèrdola (Alt Penedès) inclosa en l'Inventari del Patrimoni Arquitectònic de Catalunya.

## Descripció
Capella d'una nau rectangular restaurada el 1950 pels Marquesos d'Alfarràs. A la façana de ponent, porta de punt rodó i ull de bou de doble esqueixada. Campanar de cadireta. A la façana S hi ha afegida la sagristia, obra barroca temps en què es feren reformes d'enriquiment en el temple. L'ara primitiva d'altar, amb forats per les reliquies, l'han posada a fora amb un peu de pedra i hi celebren missa quan no s'hi cap a l'interior. De l'interior, cal esmentar: les restes d'unes pintures, possiblement romàniques a un arc lateral, la talla barroca de fusta de Sant Joan, un quadre de Sant Isidre i sobretot el frontal d'altar del segle xvii, fet de rajoles policromades signat per l'autor "Fancehs Funtanal" representant Sant Joan, la Mare de Déu i Sant Ramon de Penyafort.